# Globovula
Genre
Globovula est un genre de mollusques gastéropodes de la famille des Ovulidae. 

## Liste d'espèces
Selon World Register of Marine Species (30 septembre 2017) :
- Globovula cavanaghi (Iredale, 1931)
- Globovula sphaera Cate, 1973